# JID
Дастин Раут (англ. Destin Choice Route), более известный по сценическому псевдониму J.I.D — американский рэпер и автор песен из Атланты, штат Джорджия. Он является частью музыкального коллектива Spillage Village, основанного EarthGang в 2010 году, с участием Hollywood JB, JordxnBryant и 6lack. Широкую известность получил после выхода второго студийного альбома DiCaprio 2 и совместного с J.Cole сингла Off Deez.

## Дискография

### Студийные альбомы
| Название                                                                          | Описание | Позиция в чарте | Позиция в чарте | Позиция в чарте | Позиция в чарте | Позиция в чарте | Позиция в чарте | Позиция в чарте |
| Название                                                                          | Описание | US              | US R&B/HH       | US Rap          | BEL FLA         | CAN             | IRE             | NLD             |
| --------------------------------------------------------------------------------- | --- | --------------- | --------------- | --------------- | --------------- | --------------- | --------------- | --------------- |
| The Never Story                                                                   | - Выпущен: 10 марта 2017 - Лейбл: Dreamville Records, Interscope Records, Spillage Village - Формат: CD, винил, цифровая дистрибуция | 197             | —               | —               | —               | —               | —               | —               |
| DiCaprio 2                                                                        | - Выпущен: 26 ноября 2018 - Лейбл: Dreamville, Interscope, Spillage Village - Формат: CD, цифровая дистрибуция                       | 41              | 21              | 17              | 142             | 52              | 85              | 184             |
| "—" denotes a recording that did not chart or was not released in that territory. | |                 |                 |                 |                 |                 |                 |                 |

### Миниальбомы
| Название | Описание                                                 |
| -------- | -------------------------------------------------------- |
| DiCaprio | - Выпущен: 26 января 2015 - Формат: цифровая дистрибуция |

### Микстейпы
| Название      | Описание                                                  |
| ------------- | --------------------------------------------------------- |
| Cakewalk      | - Выпущен: May 18, 2010 - Формат: цифровая дистрибуция    |
| Route of Evil | - Выпущен: 25 июня 2012 - Формат: цифровая дистрибуция    |
| Para Tu       | - Выпущен: 22 октября 2013 - Формат: цифровая дистрибуция |